# Paloma Querida
Paloma Querida (span. für Geliebte Paloma) ist ein wahrscheinlich 1949 von dem Komponisten José Alfredo Jiménez verfasstes Lied, das dieser seiner damaligen Freundin und späteren Frau Paloma Gálvez (1921–2018), mit der er von 1952 bis zu seinem Ableben 1973 verheiratet war, gewidmet hat.

## Versionen
Das Lied wurde erstmals 1952 von Pedro Infante aufgenommen und war in dem Film Ahí viene Martín Corona aus demselben Jahr zu hören, in dem Pedro Infante den fiktiven mexikanischen Volkshelden Martín Corona verkörperte. Drei Jahre später sang der Komponist José Alfredo Jiménez das Lied in dem 1955 uraufgeführten Film Camino de Guanajuato, in dem er mit Lola Beltrán in der Hauptrolle zu sehen war. In der Version von Antonio Aguilar war das Lied später noch einmal in dem 1973 uraufgeführten Film Valente Quintero zu hören.
Weitere Aufnahmen des Liedes existieren unter anderem von den bekannten mexikanischen Interpreten Alejandro Fernández, Pedro Fernández, Vicente Fernández, Luis Miguel und Jorge Negrete sowie von dem spanischen Opernsänger Plácido Domingo, zu dessen Lied auch ein Videoclip gedreht wurde.

## Handlung
Das Lied preist die Liebe eines Mannes zu seiner Frau (Por el día que llegaste a mi vida, Paloma querida, me puse a brindar; dt. in etwa Auf den Tag, an dem du in mein Leben kamst, geliebte Paloma, werde ich immer anstoßen) und wie diese Liebe sein Leben ins Positive verwandelt hat, wenn es etwa heißt:  Me encontraste en un negro  camino como un peregrino sin rumbo ni fe y la luz de tus ojos divinos cambiaron mi suerte por dicha y placer; dt. Du hast mich auf einem dunklen Weg gefunden wie einen Pilger ohne Kurs und Glauben und hast mit dem Licht deiner göttlichen Augen mein Schicksal in Glück und Freude verwandelt.